# سبط نفتالي
سبط نفتالي ((بالعبرية: נַפְתָּלִי) معناه "نضالي") أحد أسباط بني إسرائيل الاثني عشر الذي كانت أراضيه في أقصى شمال أراضي بني إسرائيل، وهو أحد الأسباط العشرة المفقودة.

## الرواية الكتابية
في الرواية الكتابية، بعد الانتهاء من غزو بني إسرائيل لأرض كنعان، قسّم يشوع الأرض بين الأسباط الاثني عشر. يؤرّخ كينيث كيتشن عالم آثار الكتاب المقدس المعروف هذا الحدث إلى ما بعد سنة 1200 ق.م. بقليل، في حين يشكك علماء آخرون في تاريخية سفر يشوع.
استقر سبط نفتالي في الجانب الشرقي من الجليل (إلى الغرب مباشرة من بحيرة طبريا)، في المناطق المعروفة الآن بالجليل الأسفل والجليل الأعلى، ويحدها من الغرب أراضي سبط أشير، ومن الشمال سبط دان، ومن الجنوب سبط زبولون ومن الشرق نهر الأردن، وأهم مدنهم كانت حاصور.(يشوع 19: 32-39) على حدود بحيرة طبريا، كان هناك سهل كنارة شديد الخصوبة الذي وصفه يوسيفوس بأنه "مطلب الطبيعة، والجنة الأرضية"، ويمثل الجزء الجنوبي من المنطقة ممرًا طبيعيًا بين مرتفعات كنعان، وتمر عبره عدة طرق رئيسية (مثل تلك التي تصل بين دمشق وصور وعكا). يبدو أن هذا الازدهار كان انعكاسًا لنبوءة بركة موسى،(التثنية 33: 23) على الرغم من أن علماء النقد النصي يعتقدون أنها نبوءة وضعت لاحقًا، ويؤرخون القصيدة بأنها كُتبت بعد فترة طويلة من استقرار سبط نفتالي في هذه الأرض.
في الفترة من استقرارهم في الأرض حتى تأسيس مملكة إسرائيل الموحدة حوالي سنة 1050 ق.م.، كان سبط نفتالي جزءًا من اتحاد القبائل الإسرائيلية. لم تكن هناك حكومة مركزية، وفي أوقات الأزمات كان يقود الشعب قادة خاصون يعرفون باسم القضاة. مع تزايد التهديد من غارات الفلستيين، قررت الأسباط تشكيل مملكة مركزية قوية لمواجهة التحدي، وانضم سبط نفتالي إلى المملكة الجديدة التي كان أول ملوكها شاول. بعد وفاة شاول، ظلت جميع الأسباط باستثناء سبط يهوذا موالية لأبناء شاول، ولكن بعد وفاة إيشبوشث ابن شاول وخليفته على عرش إسرائيل، انضم سبط نفتالي إلى أسباط الشمال لتنصيب داود الذي كان آنذاك ملكًا على سبط يهوذا، ليكون ملكًا على مملكة إسرائيل الموحدة. ومع ذلك، مع اعتلاء رحبعام بن سليمان حفيد داود العرش حوالي سنة 930 ق.م.، انفصلت الأسباط الشمالية عن حكم سلالة داود، وشكّلوا مملكة جديدة في الشمال. وفي سنة 732 ق.م.، تحالف فقح ملك مملكة إسرائيل الشمالية مع رصين ملك الآراميين، وهدد القدس، فناشد آحاز ملك يهوذا، تغلث فلاسر الثالث ملك آشور للمساعدة. وبعد أن دفع آحاز الجزية لتغلث فلاسر،(الملوك الثاني 16: 7-9) نهب تغلث فلاسر دمشق ومملكة إسرائيل، وضم آرام وجزءًا كبيرًا من مملكة إسرائيل "بما في ذلك كل أرض سبط نفتالي". وفقًا لسفر الملوك الثاني 16: 9 و15: 29، رحّل الآشوريون سكان آرام والجزء المضموم من مملكة إسرائيل إلى آشور. ذُكر هذا الترحيل أيضًا في سفر طوبيا والذي ينسبه لأمر الملك الآشوري شلمنأسر.(طوبيا 1: 1-2)
رغم ذلك، ظلت مملكة إسرائيل موجودة حتى حوالي سنة 723 ق.م.، عندما تعرضت للغزو مرة أخرى من قبل آشور ورُحّل بقية السكان.(الملوك الثاني 17: 6) ومنذ ذلك الوقت، يُعد سبط نفتالي واحدًا من أسباط بني إسرائيل العشرة المفقودة.

## أصولهم

خريطة الأسباط الاثني عشر. تقع أرض سبط نفتالي في الشمال.

وفقًا للتوراة، ينحدر السبط من نسل نفتالي بن يعقوب من سريّته بلهة.
|         |         |         |         |         |         |  |  | نفتالي | نفتالي | نفتالي | نفتالي | نفتالي | نفتالي |  |  | مريماه | مريماه | مريماه | مريماه | مريماه | مريماه |  |  |      |      |      |      |      |      |
|         |         |         |         |         |         |  |  | نفتالي | نفتالي | نفتالي | نفتالي | نفتالي | نفتالي |  |  | مريماه | مريماه | مريماه | مريماه | مريماه | مريماه |  |  |      |      |      |      |      |      |
|         |         |         |         |         |         |  |  |        |        |        |        |        |        |  |  |        |        |        |        |        |        |  |  |      |      |      |      |      |      |
|         |         |         |         |         |         |  |  |        |        |        |        |        |        |  |  |        |        |        |        |        |        |  |  |      |      |      |      |      |      |
| يحصيئيل | يحصيئيل | يحصيئيل | يحصيئيل | يحصيئيل | يحصيئيل |  |  | جوني   | جوني   | جوني   | جوني   | جوني   | جوني   |  |  | يصر    | يصر    | يصر    | يصر    | يصر    | يصر    |  |  | شلوم | شلوم | شلوم | شلوم | شلوم | شلوم |

## السمات
تظهر النزعة العسكرية في تاريخ سبط نفتالي. أثنت أغنية دبوره القديمة على سبطي نفتالي وزبولون لمخاطرتهم بالقتال ضد سيسرا؛(القضاة 5: 18) وفي الرواية النثرية للحدث التي يعتبرها آرثر بيك بمثابة سرد أضيف لاحقًا بعد فترة طويلة على القصيدة حيث أضيف أن باراق قائد القوات المناهضة لسيسرا ينحدر من سبط نفتالي.(القضاة 4: 6) وفي قصة جدعون، كان سبط نفتالي أحد القبائل التي انضمت إلى الهجوم ضد الغزاة المديانيين، ومع ذلك يعتقد آرثر بيك أن قصة جدعون جُمعت من ثلاثة نصوص قديمة على الأقل، أقدمها يصف فقط انتقامًا شخصيًا من قبل جدعون و300 رجل من عشيرته، وليس معركة انضم إليها بقية القبائل الشمالية. في بركة يعقوب، التي يرجعها علماء النصوص إلى الفترة من 700-600 ق.م. - وبالتالي فهي نبوءة صيغت بعد الحدث، يُقارن سبط نفتالي "بأيلة مسيبة، يعطي أقوالا حسنة".(التكوين 49: 21)
كانت الأرض المخصصة لسبط نفتالي في أقصي شمال أرض كنعان، يحدها نهر الليطاني شمالًا، ونهر الأردن شرقًا حتى جنوب بحيرة طبريا بحوالي 12 ميل (19 كـم)، ويحدها من الغرب أرض سبطي أشير وزبولون، ومن الجنوب سبط يساكر. كان رمز القبيلة هو الأيل.

## المصير
كجزء من مملكة إسرائيل الشمالية، خلال واحدة من حروب عدة بين آسا ملك يهوذا وبعشا ملك إسرائيل، تعرض سبط نفتالي للتنكيل من قبل بن هدد الأول ملك آرام دمشق حليف آسا ملك يهوذا، ثم ذاقوا مرة أخرى في عهد فقح ملك إسرائيل مرارة الهزيمة والسبي على أيدي الآشوريين.(الملوك الأول 15: 20) وفي حوالي سنة 732 ق.م.، غزا الآشوريون أرض سبط نفتالي، ورحّل الملك تغلث فلاسر الثالث جميع السكان.(الملوك الثاني 15: 29) ومنذئذ، ضاع ذكرهم.

## النسل
بدءًا من القرن التاسع عشر الميلادي، شككت الدراسات الكتابية إلى حد كبير في تاريخية أسباط بني إسرائيل الاثني عشر، بما في ذلك الأسباط العشرة المفقودة. ومع ذلك، لا يزال هناك من يزعمون ويتكهنون حول أصل هذه الأسباط. من بين من يزعمون انتمائهم إلى سبط نفتالي:
- يزعم اليهود الإثيوبيون، المعروفون أيضًا باسم بيتا إسرائيل، أنهم ينحدرون من سبط دان، الذي هاجر أفراده جنوبًا مع أفراد من أسباط جاد وأشير ونفتالي، إلى مملكة كوش، التي قامت على أجزاء من دولتي إثيوبيا والسودان المعاصرتين،[15] خلال فترة تدمير الهيكل الأول.
- يهود جبال القوقاز.
- يهود بخارى في آسيا الوسطى.[16]
- تُحدّد جماعة "نورديك إسرائيل" سبط نفتالي اليوم بأنه النرويج.[17]
- سكان جزر المحيط الهادئ (ساموا، هاواي، تونجا، فيجي، إلخ.).[18]